# روس باركلي
روس باركلي (بالإنجليزية: Ross Barkley) لاعب كرة قدم إنجليزي ولد في مدينة ليفربول الإنجليزية، يلعب حاليا مع نادي تشيلسي بعد نشأته في فئات الشباب ل‍نادي إيفرتون ، ويلعب مع منتخب إنجلترا وكان ضمن التشكيلة ببطولة كأس العالم 2014 في البرازيل ،